# 헤라클행성으로 돌아온 반달가면
"헤라클행성으로 돌아온 반달가면"은 1992년에 6탄 완결편으로, 비유엠 영화 제작소에서 제작된 영화이다.

## 등장인물
- 김흥국 - 반달가면, 강혁
- 김동욱 - 바니스탄, 꼬마반달
- 이재영 - 반달가면
- 박지수 - 아세라, 여반달, 나희
- 김기주
- 이정주
- 이천희
- 김봉준
- 김지영
- 이두희
- 이행준
- 장연승
- 김표
- 황승구

## 제작진
- 감독 : 임정수
- 조감독 : 김경필
- 각본 : 김춘범
- 촬영 : 신명의
- 조명 : 김석진
- 기획 : 최기풍
- 제작실장 : 최수연
- 제작 : 김춘범
- 녹음 : 돌코녹음실
- 음악 : 이철혁
- 특수효과 : 이문걸
- 무술지도 : 이재영
- 분장 : 안근호
- 편집 : 현동춘
- 현상 : 세방칼라

## 상영 정보
- 비디오출시 : 1992년 12월 17일 (VHS, 비유엠 영화 제작소)